# Система управління відходами
Система управління відходами — збирання, транспортування, переробка та захоронення відходів, включаючи контроль над цими операціями, а також нагляд за місцями видалення відходів, включаючи операції, які виконують продавці та посередники. Це визначення розроблено Європейським Союзом у Рамковій Директиві з відходів 2008/98/ЄС..
Розроблена міжнародна ієрархія управління відходами (у порядку спадання бажаності):
- запобігання утворенню відходів або мінімізація утворення, тобто найбільші зусилля повинні бути направлені на зменшення обсягів утворення відходів та на зниження ступеня їх небезпеки,
- повторне використання,
- вторинна переробка або відновлення відходів,
- компостування,
- захоронення без отримання енергії,
- захоронення з отриманням енергії.

Директива зобов'язує країни-члени ЄС розробити та реалізувати плани управління відходами на основі ієрархії управління відходами, головним має бути те, що «забруднювач платить», відшкодовувати затрати на видалення відходів має їх власник, попередній власник або особа, яка виробляє товар, відходи мають використуватися як вторинна сировина.
Для запобігання утворенню відходів або мінімізація їх утворення мають здійснюватися дії, спрямовані на:
- зменшення кількості предметів і матеріалів, що скеровуються на остаточну утилізацію або поховання;
- відмова від зайвої упаковки;
- закупівлі тільки необхідної кількості предметів і матеріалів;
- використання предметів багаторазового або тривалого користування замість одноразових там, де це можливо.